# Haza
Haza és un municipi de la província de Burgos a la comunitat autònoma de Castella i Lleó. Forma part de la comarca de Ribera del Duero. Limita al nord amb Hoyales; al sud amb Adrada; a l'est amb Castrillo i Campillo; i a l'oest amb Fuentemolinos i Fuentecén. Té els annexos de:
- La Recorva
- Montenuevo
- Páramo de Corcos
- Monte de la Serrezuela

## Demografia
| 1991 | 1996 | 2001 | 2004 |
| ---- | ---- | ---- | ---- |
| 52   | 45   | 35   | 37   |